# 데몰리션 맨
《데몰리션 맨》(영어: Demolition Man 데멀리션 맨[*])은 1993년 공개된 미국의 SF 액션 영화이다.
1994년 MTV 영화 & TV 어워즈에서 웨슬리 스나이프스가 최고의 악당상 후보에 올랐다.

## 줄거리
1996년, 용의자를 체포하는 과정에서 자주 부수적 피해를 입혀 '더 데멀리션 맨'(→파괴자)으로 불리는 로스앤젤레스 경찰 존 스파튼은 인질극을 벌인 악당 사이먼 피닉스를 체포하려고 윗선 허가 없이 홀로 건물 안으로 들어간다. 피닉스가 폭발을 일으킨 뒤 건물 잔해에서 사망한 인질 30명이 발견되자 스파튼은 과실 치사 혐의로 피닉스와 함께 냉동 보존 상태에서 잠재 의식을 통해 교화되는 형벌을 받게 된다.
36년 후인 2032년, 로스앤젤레스, 샌디에이고, 샌타바버라는 콕토 박사의 설계 하에 하나로 합쳐져 폭력 없는 이상향인 거대 도시 샌앤젤레스로 변모한 상태이다. 하지만 피닉스가 가석방 심사 중 탈출하여 도시를 혼란에 빠뜨리고, 폭력에 익숙하지 않은 경찰들은 이에 속수무책이다. 20세기 문화에 심취한 러니나 헉슬리 경위는 과거 스파튼의 활약을 알고 피닉스 검거를 위해 그의 가석방과 복직에 나선다. 해동된 스파튼은 모든 것이 통제된 미래 도시의 생활에 적응하지 못한다.
피닉스는 콕토를 죽이려고 하지만 조작된 재활 프로그램의 영향으로 불가능하다는 걸 알게 된다. 콕토는 피닉스를 시켜 지하 반란군 스크랩스 지도자 에드거 프렌들리를 죽이려 한다. 한편 스파튼과 헉슬리는 피닉스의 프로그램이 그를 더 위험하게 만들었다는 것을 알게 된다.
피닉스는 냉동 감옥에서 다른 범죄자들을 깨워 반란군을 공격하지만 스파튼이 이들을 막는다. 피닉스는 스파튼에게 1996년에 인질들이 폭파 전 이미 사망해있었다는 것을 밝힌다. 피닉스는 부하를 시켜 콕토를 죽이고 감옥에서 악질만 골라 해동시키지만 스파튼이 피닉스를 얼려 죽인 뒤 냉동 감옥이 파괴된다.
경찰은 사회 체계 붕괴를 두려워하지만, 스파튼은 경찰과 스크랩스가 협력하여 질서와 자유가 균형을 이루는 사회를 만들라고 제안한다. 스파튼과 헉슬리가 함께 떠나며 영화가 끝이 난다.

## 출연
- 실베스터 스탤론 - 존 스파튼 역
- 웨슬리 스나이프스 - 사이먼 피닉스 역
- 샌드라 불럭 - 러니나 헉슬리 경위 역
- 나이절 호손 - 레이먼드 콕토 박사 역
- 벤저민 브랫 - 앨프레이도 가르시아 역
- 데니스 리리 - 에드거 프렌들리 역
- 빌 코브스 - 재커리 램 역
  - 그랜드 L. 부시 - 젊은 재커리 램 역
- 밥 건턴 - 조지 얼 국장 역
- 글렌 섀딕스 - 동료 봅 역
- 트로이 에번스 - 제임스 맥밀런 역
- 데이비드 패트릭 켈리 - 리언 역 (크레디트 미기재)
- 스티브 케이핸 - 힐리 서장 역
- 앙드레 그레고리 - 윌리엄 스미더스 교도소장 역
  - 마크 콜슨 - 젊은 윌리엄 스미더스 부교도소장 역
- 존 이노스 - 죄수 역
- 폴 페리 - 분대장 역
- 토시로 오바타 - 냉동 감옥 죄수 코도 역
- 벤 유란드 - 냉동 감옥 죄수 프랜시스 역
- 빌리 D. 루커스 - 냉동 감옥 죄수 댄지그 역
- 라이노 마이클스 - 냉동 감옥 죄수 엘빈 역
- 제시 벤투라 - 냉동 감옥 죄수 애덤 역
- 폴 디온 몬티 - 냉동 감옥 죄수 역 (크레디트 미기재)
- 브랜디 레드퍼드 - 영상 통화를 잘못 건 여성 역
- 롭 슈나이더 - 어윈 순경 역 (크레디트 미기재)
- 댄 코테즈 - 타코벨 라운지 가수 / 냉동 감옥 경비 역
- 라라 해리스 - 타코벨 손님 역
- 잭 블랙 - 황무지 스크랩 2 역
- 칼턴 윌본 - 황무지 스크랩 칼 역
- 마이클 바이스 - 황무지 스크랩 역
- 브라이언 해나 - 황무지 스크랩 역 (크레디트 미기재)
- 팻 스키퍼 - 헬리콥터 조종사 역
- 폴 볼런 - T.F.R. 장교 역
- 돈 맥거번 - 교도관 호퍼 역
- 애널리자 스콧 - 경찰관 역
- 크리스토퍼 로건 - 걱정하는 사람 역
- 크리스 듀랜드 - 박물관 경비 역
- 브렛 A. 존스 - 박물관 경비 역
- 로버트 그라스미어 - 비드헤드 역 (크레디트 미기재)
- 케빈 울라 크리스티 - 불량 경찰 역 (크레디트 미기재)
- 제니퍼 달링 - 컴퓨터 역 (목소리) (크레디트 미기재)
- 배나 본타 - 컴퓨터 역 (목소리) (크레디트 미기재)

## 기타 제작진
- 총괄 제작: 스티븐 브래터
- 공동 제작: 제임스 허버트, 재클린 조지, 스티븐 퍼지커스
- 협력 제작: 토니 머나포
- 배역: 조이 토드, 펀 캐슬
- 미술: 데이비드 L. 스나이더
- 의상: 밥 링우드

## 수상
- 1994년 제3회 MTV 영화 & TV 어워즈 후보 최고의 악당상[3]
- 1994년 제14회 골든 라즈베리 시상식 후보 최악의 여우조연상[4]

## 우리말 녹음
SBS 성우진 (1995년 9월 8일)
- 이정구 - 존 스파튼(실베스터 스탤론)
- 이인성 - 사이먼 피닉스(웨슬리 스나이프스)
- 정미숙 - 러니나 헉슬리(샌드라 불럭)
- 최흘 - 레이먼드 콕토 박사(나이절 호손)
- 김규식 - 재커리 램(그랜드 L. 부시/빌 코브스)
- 이성 - 스미더스(마크 콜슨/앙드레 그레고리)
- 이종구 - 조지 얼 경찰국장(밥 건턴)
- 정동열 - 경찰서장(스티브 케이핸)
- 유해무 - 롭(글렌 섀딕스)
- 유동현 - 에드거 프렌들리(데니스 리리)
- 이병식 - 경찰(폴 페리)
- 김영훈 - 어원(롭 슈나이더)
- 차명화 - 컴퓨터 음성(배나 본타)
- 황재경 - 경찰(퍼트리샤 라이브)
- 이대영 - 경찰(트로이 에번스)
- 김민석 - 박물관 경비원(크리스 듀랜드)
- 이재용 - 앨프레이도 가르시아(벤저민 브랫)
- 문일옥 - 여자 아이(케이시 월리스)